# Panzeria hamilla
Panzeria hamilla är en tvåvingeart som först beskrevs av Henry J. Reinhard 1953.  Panzeria hamilla ingår i släktet Panzeria och familjen parasitflugor.
Artens utbredningsområde är Idaho. Inga underarter finns listade i Catalogue of Life.